# Aszur-da’’inanni (gubernator Que)
Aszur-da’’inanni (akad. Aššur-da’’inanni, w transliteracji z pisma klinowego zapisywane najczęściej maš-šur-KALAG-in-a-ni, maš-šur-KALAG-in-an-ni; tłum. „Aszurze, wzmocnij mnie!”) – wysoki dostojnik, gubernator prowincji Que za rządów asyryjskiego króla Sennacheryba (704-681 p.n.e.); według asyryjskich list i kronik eponimów w 685 r. p.n.e. sprawował urząd limmu (eponima). Jego imieniem jako eponima datowane są teksty administracyjne i prawne z Niniwy, Aszur i Imgur-Enlil.